# 皆葎谷
皆葎谷（かいむくらだん）は、富山県南砺市五箇山地域を流れる河川の一つで、庄川の支流である。流域は旧上平村の北部一帯に位置する。

## 概要
皆葎谷は高坪山を源流とする河川で、関西電力小原ダムのすぐ下流で庄川に合流する。庄川への合流地点は葎島集落であるが、流域のほとんどは皆葎集落に属するため、「皆葎谷」の名で知られる。
皆葎谷に合流する「銚子滝」は徳利から酒が流れ出るような景観で知られ、現在はやや削れてしまったものの、古くは落ち口の岩がせり出して「つぎ口」のように見えていたという。
昭和47年（1972年）に砂防用の「谷渡堰堤」が完成しており、付近では林道の整備がされている。

## 主な支流
- 銚子滝